# Víctor Cunha
Víctor Cunha Melo (Tacuarembó, 11 de junio de 1951) es un poeta, periodista y profesor de literatura uruguayo.

## Biografía
Es egresado del Instituto de Profesores Artigascomo profesor de literatura y tiene un posgrado en Cooperación Cultural Iberoamericana en la Universidad de Barcelona, España. Incursionó en el periodismo, la crónica musical y la crítica literaria en medios tales como: la revista La Plaza, el semanario Sincesura, el suplemento cultural del diario La Hora, suplemento cultural La Semana de diario El Día y  la revista Nueva Viola. Su poesía ha sido interpretada y grabada por diversos autores musicales.
Es o ha sido poeta, productor musical, profesor de literatura, periodista, letrista, cuentista, cuentero, diseñador gráfico y fotógrafo. 
Como gestor cultural fue coordinador de cultura en el Instituto Nacional de la Juventud y luego asesor en la Dirección de Cultura del Ministerio de Educación y Cultura. En la Intendencia de Montevideo dirigió sucesivamente la Sala Zitarrosa, el Museo de las Migraciones (Bazaar de las Culturas) y el Teatro de Verano Ramón Collazo. Como asesor del Departamento de Cultura de la IM, integró el Comité Ejecutivo que entendió en Montevideo Capital Cultural de Iberoamérica en 2013, durante su segunda nominación como tal.

## Obra
```
• LIBROS EDITADOS
```

Como Poeta
• “Cuaderno de Nueva York” (antología de ediciones anteriores no comerciales y libros inéditos)
Editorial Civilesiletrados. Maldonado, 1998 (Proyecto de edición apoyado por Agadu). Mención en Premio Nacional de Literatura (MEC, 1999.)
• “El Libro de Ilanda” (poesía)
Colección Siete Poetas Hispanoamericanos. Montevideo, 1988.
• “Artificio con Doncella” (poesía)
Editorial Arca. Montevideo, 1986.
• “Ausencia del Pájaro” (poesía)
Edición Premio 21ª Feria Nacional del Libro y el Grabado. Montevideo, 1981.
• “Título Umbral Contribución” (poesía)
Plaqueta. Montevideo, 1979.
• “Poemas de la Sombra Diferida” (poesía)
Editorial Aquí Poesía. Montevideo, 1973.

Como Narrador
• “Ahogado en el Titanic” (relatos)
Editorial Yoea. Montevideo, 1996.

Participación en Antologías
Algunos poemas en antologías:
• “El Vuelo de Maldoror” Editorial Aymara, Montevideo, 1997.
• “Los más jóvenes poetas” Editorial Arca, 1976.
Algunos cuentos en antologías:
• “Cuentos de Nunca Acabar” Editorial Trilce, 1985
• “13 Narradores” Feria Internacional del Libro, 1981
• “Cuentos de Punta del Este” Ediciones de la Plaza, 1980

Como Antólogo y Ensayista
• “Era Un Aire Suave y Dos Nocturnos”
Ensayo sobre poesía de carácter docente. Editorial Apuntes, 1976.
• “Breve Noticia Sobre la Poética de la Canción Popular Uruguaya”
Artículo sobre música uruguaya en Revista Escritura, XII, 23, 24, Caracas, Venezuela, enero-diciembre de 1987.
• “Poetas de Tacuarembó”
Antología y prólogo. Editorial Monte Sexto (con I.M. de Tacuarembó). Montevideo, 1987.
• “Tacuarembó: Voces otras” (Poesía, narrativa y dramaturgia)
Colaboración en selección de textos y diseño. Coedición MEC / I.M. de Tacuarembó. 1996.
• “¿Qué Pasa con la Cultura? Políticas Culturales de la Dirección de Cultura del MEC”
Edición del Programa Fortalecimiento del Área Social (FAS). (en colaboración). 1997.

Otros
• Ficha en el “Diccionario de Literatura Uruguaya” y realizó además algunas de las fichas del mismo sobre otros autores. Arca/Credisol , Montevideo, 1987
• LETRISTA DE CANCIONES
LISTADO DE CANCIONES REGISTRADO EN AGADU
Algunas no llegaron a grabarse y fueron olvidadas. Entre las que se grabaron y andan dando vueltas por ahí:
33.733 DE DESPEDIDA - CON EDUARDO DARNAUCHANS
33.734 FINAL - CON EDUARDO DARNAUCHANS
28.198 ALICIA MARAVILLA - CON EDUARDO
28.201 BALADETTA - CON EDUARDO DARNAUCHANS
33.351 POR LA CLARIDAD - CON LUIS TROCHON
33.352 AMOR TAL CUAL - CON LUIS TROCHON
33.784 CANDOMBE PARA CANTAR - CON JORGE LAZAROFF
36.330 AL VECINO ALDAMA ALBAÑIL - CON RUBEN OLIVERA
36.522 CANCION DE CECILIA - CON JORGE LAZAROFF
36.707 DE LA CIUDAD - CON JORGE BONALDI
39.227 TRISTEZAS DEL ZURCIDOR - CON EDUARDO DARNAUCHANS
39.228 NO EXISTE - CON EDUARDO DARNAUCHANS
39.964 CARTA DE AMIGO - CON EDUARDO LARBANOIS
50.523 DYLANIANA - CON EDUARDO DARNAUCHANS
77.669 DE GRIS - CON LUIS TROCHON
77.670 A PURA GARGANTA - CON LUIS TROCHON
901.983 UBI SUNT (CANCION SIN NOMBRE) - CON EDUARDO DARNAUCHANS
901.987 EN TACUAREMBO SI TE PARECE - CON EDUARDO DARNAUCHANS
901.988 POLICANTO DE LA INVENCION - CON EDUARDO DARNAUCHANS
901.989 ZOOM - CON EDUARDO DARNAUCHANS
59.279 LOS NEO VAMPIROS - CON EDUARDO DARNAUCHANS Y TABARE RIVERO)